# Douglas n.º 436
Douglas n.º 436 es un municipio rural canadiense situado en la provincia de Saskatchewan.

## Superficie
Douglas n.º 436 tiene una superficie de 814,37 km².

## Demografía
En 2021, tenía 342 habitantes, una densidad poblacional de 0,4 hab./km², y 173 viviendas.